# Кузнечик (стихотворение)
«Кузне́чик» («Крылышкуя золотописьмом тончайших жил…») — знаменитое футуристическое акцентное стихотворение русского поэта Велимира Хлебникова (1885—1922), написанное в 1908-м или 1909-м и опубликованное в 1912 году.
Сравнительно короткое, стихотворение «Кузнечик» представляет собой образец практического применения звукописи и словотворчества, а также зауми. В его строках прослеживаются впервые использованные Хлебниковым слова-окказионализмы, такие как «лебедиво», «крылышкуя», «зинзивер», «золотописьмо» и «неждарь». Благодаря этому «Кузнечик», по мнению ряда литературных критиков и исследователей, является одним из наиболее известных и успешных стихотворных произведений Хлебникова.

## Первые публикации. Авторское отношение
Стих «Кузнечик», написанный в 1908 или 1909 году (обычно в литературе оба года указаны через дефис), впервые был опубликован 18 декабря 1912 года в вышедшем в Санкт-Петербурге первом кубофутуристическом сборнике «Пощёчина общественному вкусу». Реакция критики, прессы, общественности на напечатанные в нём стихотворения была крайне неоднозначной. Так, Александр Измайлов назвал представленные в сборнике произведения поэтов-футуристов «вымученным бредом претенциозно бездарных людей», а журнальные и газетные заметки резюмировали: «поэзия свихнувшихся мозгов», «шайка буйнопомешанных».
Известно, что сам Велимир Хлебников характеризовал «Кузнечика» как «частушку». Он неоднократно читал этот стих на публике. Об одном из таких выступлений, состоявшемся 31 декабря 1913 года, в канун Нового года, в кабаре «Бродячая собака», оставил воспоминания литературовед и лингвист Роман Якобсон, хорошо знавший Хлебникова и других футуристов:
Его очень вызывали выступить — всех зазывали. Он сперва отнекивался, но мы его уговорили, и он прочёл «Кузнечика», совсем тихо, и в то же время очень слышно.
Впоследствии Якобсон часто подражал этой необычной манере Хлебникова тихо читать стихи, в том числе декламируя стих «Кузнечик». Запись такого подражательного чтения Якобсоном «Кузнечика» была сделана в Гарварде (США) в 1954 году.
Хлебников не раз переделывал и редактировал «Кузнечика». При жизни поэта было напечатано пять его редакций, из которых две — в 1912 году (включая «Пощёчину общественному вкусу»), а одна — в феврале 1914 года, в сборнике «Старинная любовь. Бух лесиный». Примечательно, что в «Пощёчине…» стихотворение ещё не имело заглавия «Кузнечик» — оно появилось именно в 1914 году.
В своих литературных работах Хлебников впоследствии нередко обращался к «Кузнечику», например, в теоретических статьях 1913—1914 годов, а также в поздней автобиографической статье «Свояси», где он сопоставлял этот стих с «Бобэоби…» и «Заклятием смехом».

## Текст
Канонический вариант стихотворения выглядит следующим образом:

Крылышкуя золотописьмом

Тончайших жил,

Кузнечик в кузов пуза уложил

Прибрежных много трав и вер.

«Пинь, пинь, пинь!» — тарарахнул зинзивер.

О, лебедиво!

О, озари!
Крылышкуя золотописьмом тончайших жил,

Кузнечик в кузов пуза уложил

Премного разных трав и вер.

Пинь-пинь-пинь — тарарахнул зензивер.

О неждарь вечерней зари!

О неждал!

Озари!
Наконец, третий, ещё более отличный от первого и, вероятно, самый ранний вариант стихотворения, был опубликован в 1914 году в первом томе издания «Первого русского журнала русских футуристов», включавшего в себя произведения, написанные в 1906—1908 годах.

Крылышкуя золотописьмом негчайших жил

В кузов пуза кузнечик уложил

Много верхушек приречных вер.

Тарарапиньпинькнул Зинзивер

О неждарь вечерней зари

Не ждал... Озари!

О любеди!..
Расхождения в текстах различных вариантов стихотворения неудивительны, так как поэт не раз редактировал и перерабатывал его.

## Художественные особенности

### Звукопись
В тексте «Кузнечика» Хлебников активно прибегает к такому художественному приёму, как звукопись. Поэт сам указывал на то, что в этом стихотворении в четырёх строчках «звуки у, к, л, р повторяются пять раз каждый помимо его желания». По мнению сотрудников Литературного института имени А. М. Горького, в котором в ноябре 2010 года прошла конференция к 125-летию со дня рождения Хлебникова, «Кузнечик» является «поэтическим манифестом», «реализацией закона свободно текущей речи», а смыслообразующие фонемы в нём «прячутся в словах, используют их как скорлупу». Именно поэтому для Хлебникова слова «трава» и «творец» однокоренные, а слово «лебедиво» — понятно, ощутимо для читателя.
Использование тех или иных звуков в произведении «Кузнечик» трактуют по-разному. Филолог и стиховед Максим Шапир, полагающий, что каждая фонема имеет своё «цветовое значение», говорит о «раскрашивании» звуков Хлебниковым. Так, звук в в данном стихотворении, по его мнению, означает зелёный цвет, отчего слово вер тоже приобретает зелёную окраску.

### Словотворчество
Уже после смерти Хлебникова, анализируя его стихотворения, Владимир Маяковский привёл «Кузнечика» как образец «применения словотворчества в практической задаче», практикуемого его автором. Целый ряд слов в «Кузнечике» был изобретён самим Хлебниковым и, как полагают литературные критики и обозреватели, наделён особенным смыслом. Так, образованное посредством конверсии от существительного «крылышки» деепричастие «крылышкуя», по представлению Николая Степанова — автора книги «Велимир Хлебников: жизнь и творчество» (1975) — «вызывает представление о взмахах прозрачных золотистых крылышек кузнечика».
Заслуга в подробном анализе «Кузнечика» принадлежит современному российскому поэту и критику Алексею Пурину, по мнению которого:
Оно [стихотворение] кажется наполовину написанным — до союза «и» в четвёртой строке, с крепким началом и слабым концом. Оно растет из придуманного «крылышкуя», и, пока энергии этой выдумки и напряжения этой неожиданности хватает, оно держится, а затем — скукоживается, гаснет, впадает в невнятицу и банальность, в дурной тон, падает.
По предположению исследовательницы русского авангарда Софии Старкиной, в «Кузнечике» автор опирается на стихотворения Михаила Ломоносова «Кузнечик дорогой…» и Гавриила Державина «Кузнечик», являющиеся, в свою очередь, переложением стихотворения Анакреона «К цикаде». Старкина также подмечает тот факт, что не все незнакомые читателю слова в стихотворении представляют собой неологизмы, изобретённые Хлебниковым: «На самом деле, — пишет она, — слово зинзивер встречается в русских говорах и обозначает синицу». Этой же версии придерживался Давид Бурлюк, считавший данное слово «диалектизмом, означающим имя маленькой птички, живущей у реки». По иной версии, «зинзивер» происходит из турецкого языка. В работах других авторов можно найти расшифровку и других слов, используемых в тексте «Кузнечика». Например, петербургский филолог Андрей Россомахин пишет, что «лебедиво» — это «лебединая дива, мифологическое существо особой красоты, мудрости и сверхчеловеческой силы» из скандинавского и славянского фольклоров, а «крылышкование жилами» — «стрекот кузнечика, описанный в энтомологии, которой Хлебников был не чужд».
В примечаниях к первому тому собрания сочинений Хлебникова под общей редакцией Юрия Тынянова и Николая Степанова указывается, что употреблённое поэтом слово «вер» следует трактовать не как «вера» в родительном падеже множественного числа, а как «камыш» (при этом без указания библиографического источника). В наиболее употребительных общих, этимологических и толковых словарях русского языка подобное существительное вообще отсутствует. Зато в «Толковом словаре» Даля приводится архаизм «вернь», который может означать «ветвь», «сучок» или «стебель» и — теоретически — «камыш». Таким образом, Хлебников мог употребить апокопическую форму устаревшего малоиспользуемого слова «вернь» в более широком значении.
Евгений Арензон в связи с «Кузнечиком» говорил о том, что у Хлебникова всегда сочетаются разные слова. В «Кузнечике» это — диалектное слово «зинзивер», «вера» как растение, грубоватое слово «пузо» и понадобившийся поэту именно в этой ситуации, пленивший многих неологизм «крылышкуя», существующий только в этом стихотворении и отсутствующий в языке повседневного общения.

## Критика
Современная литературная критика оценивает «Кузнечика» в целом положительно. Исследователь творчества Хлебникова Рудольф Дуганов назвал его одним из тех стихотворений Хлебникова, в которых, по мнению самого же поэта, «были узлы будущего — малый выход бога огня и его веселый плеск», а также «давно ставшим классикой», а Алексей Пурин — «знаменитым» и, как он полагает, «одним из лучших в наследии» поэта.
В 2004 году вышла в свет монография Андрея Россомахина «Кузнечики Велимира Хлебникова», в которой автор попытался всесторонне осветить значение образа кузнечика в творчестве поэта. Автором было проанализировано буквально каждое слово первопубликации и дан подробный разбор последующих прижизненных редакций стиха, а также обнаружены «аллюзия на Степана Разина и ассоциации с египетскими обрядами» — пишет издание «НГ Ex libris». В представлении Россомахина, хлебниковский «Кузнечик» представляет собой — ни много ни мало — «родоначальника новой эстетической эпохи» в русской поэзии.

## Влияние
Испытав влияние стихотворения «Кузнечик», многие поэты — как современники Хлебникова, так и представители последующих поколений — отсылали к нему в своих стихах, использовали неологизмы из его строк, придуманные Хлебниковым. Примером последнему могут послужить стихотворения Иосифа Бродского «Классический балет есть замок красоты…» («…в имперский мягкий плюш мы втискиваем зад, и, крылышкуя скорописью ляжек…») и «По Баратынскому» Льва Лосева («Крылышкуя, кощунствуя, рукосуя, наживаясь на нашем несчастье…»). След «Кузнечика» можно наблюдать и в стихотворении Арсения Тарковского «Загадка с разгадкой» («…Кто Державину докука, Хлебникову брат и друг?.. (…) Мой кузнечик, мой кузнечик! Герб державы луговой!..»), а также рассказе Вячеслава Дёгтева «Крылышкуя золотописьмом…» (1999). В целом, как было подмечено Михаилом Эпштейном, после публикации стихотворения за словом «кузнечик» в русской поэзии закрепился «отчётливый „хлебниковский“ отпечаток».
Стихотворение «Кузнечик» было положено в основу одноимённой песни российской рок-группы «АукцЫон», записанной совместно с бардом Алексеем Хвостенко. Композиция вошла в трек-лист авангардного альбома «Жилец вершин» (1995), все песни которого были написаны на стихи Хлебникова. Песню «Кузнечик», как позднее вспоминал лидер АукцЫона, Леонид Фёдоров, придумал саксофонист Анатолий Герасимов, а «доделывала» уже вся группа. Литовский джазовый музыкант-перкуссионист Владимир Тарасов, назвавший «Кузнечика» «абсолютной перкуссией», а его автора — «гениальным барабанщиком», составил целую концертную программу «Думая о Хлебникове».
Название «Зинзивер» в 1988—1991 годах носила воронежская молодёжная литературная группа, а в наши дни носит санкт-петербургский литературно-художественный журнал, выходящий с 2005 года под эгидой Союза писателей XXI века и Союза писателей Санкт-Петербурга.